# لاي غريفيثس
لايف غريفيثس (بالإنجليزية: Leigh Griffiths)‏ وهو لاعب كرة قدم أسكتلندي في مركز الهجوم ولد في يوم 20 أغسطس 1990 في مدينة أدنبرة عاصمة اسكتلندا، وهو حالياً يلعب مع نادي سيلتك وسبق له اللعب مع نادي هيبرنيان و نادي وولفرهامبتون واندررز ونادي دندي ونادي ليفنغستون ونادي فالكيرك ولعب مع منتخب اسكتلندا لكرة القدم ويبلغ طوله 173 سم.

## مسيرته الكروية
لعب لاي غريفيثس خلال مسيرته الاحترافية مع 5 أندية في ستة عشر موسمًا وسجل خلالها 172 هدف ضمن 339 مباراة. حيث فاز في موسمين بالكأس وفي سبعة مواسم بالدوري.
خاض لاي غريفيثس مسيرته مع نادي ليفينغستون لكرة القدم في موسم 2006–07 واستمر معه طيلة ثلاثة مواسم، مشاركًا في 49 مباراة سجل خلالها 24 هدفًا. ثم انتقل إلى نادي دندي في موسم 2009–10 ولمدة موسمين، حيث شارك في 47 مباراة سجل خلالها 22 هدفًا. لينتقل بعدها إلى نادي وولفرهامبتون واندررز في موسم 2010–11 ولمدة موسمين، مشاركًا في 26 مباراة سجل خلالها 12 هدفًا. ثم انتقل إلى نادي هيبرنيان في موسم 2011–12 ولمدة موسمين، مشاركًا في 66 مباراة سجل خلالها 31 هدفًا. هذا وانتقل لاحقًا إلى نادي سلتيك في موسم 2013–14 ليلعب معه سبعة مواسم، مشاركًا في 151 مباراة سجل خلالها 83 هدفًا.

## روابط خارجية
- لاي غريفيثس على موقع الاتحاد الأوربي (الإنجليزية)
- لاي غريفيثس على موقع قاعدة بيانات كرة القدم.إي يو (الإنجليزية)
- لاي غريفيثس على موقع ناشيونال فوتبول تيمز (الإنجليزية)
- لاي غريفيثس على موقع Soccerbase.com (لاعب) (الإنجليزية)
- لاي غريفيثس على موقع Soccerway.com (الإنجليزية)
- لاي غريفيثس على موقع عالم كرة القدم.نت (الإنجليزية)
- لاي غريفيثس على موقع AS.com (الإسبانية)